# Pehr Brändström

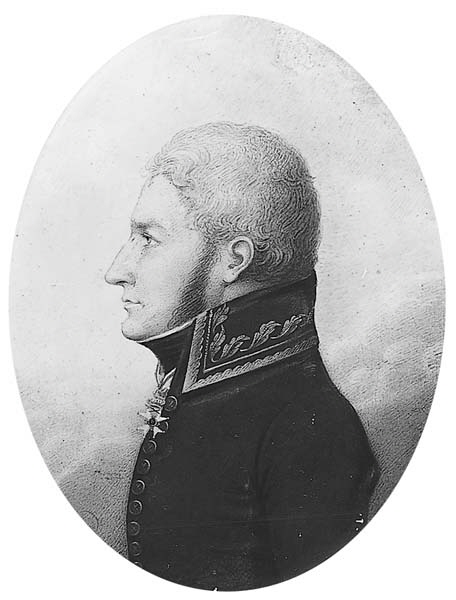
Pehr Brändström

Pehr Brändström, född 25 februari 1771 i Gävle, död 25 juli 1833 på Styngsberg i Tierps socken, var en svensk friherre och generallöjtnant.

## Biografi
Pehr Brändström blev fänrik vid Dalfrikåren 1788 samt löjtnant vid Livkossackerna 1789. Han utsågs till kapten vid Svenska Gardet 1791, major vid Savolax infanteriregemente 1793 samt överadjutant hos Gustaf IV samma år. 18988 utsågs han till major vid Helsinge regemente 1798 och blev riddare av Svärdsorden 1800.
Han utsågs till överstelöjtnant i armén 1802 och vid Västmanlands regemente 1808. Han befordrades till överste i armén samma år och blev adlad 1809. Han blev riddare av Svärdsordens stora kors 2:a klassen 1809, överste för Västmanlands regemente 1810 och utsågs till generalmajor 1813. Han blev kommendör av Svärdsorden 1814 och blev Friherre, 1815. Han var chef för 4:e Brigaden 1816, blev Kommendörer med stora korset av Svärdsorden 1818 och utsågs till generallöjtnant 1825 och fick avsked 1827.
Han deltog i alla under hans tjänstetid varande krig, och blev 1808 sårad vid Oravais. Han gifte sig 1803 med Catharina Charlotta Strömbeck, född 1786 i Gävle, dotter till brukspatronen Carl Johan Strömbeck och Charlotta Ahlstrin. De fick fem barn: Charlotta Latitia, född 1804, Bror Pehr, major, friherre vid faderns död; född 1805, Carolina Catharina, född 1808, död 1833 i Stockholm Stockholm. Carl, född 1809 död samma år och begraven i Estuna kvrka i Uppland samt Mathilda Elisabeth, född 1812.
Carl Johan Ljunggren, som tjänstgjorde under Brändström under fälttåget i Norge 1808 har beskrivit Brändström som illa omtyckt av såväl manskap som övriga befäl. Han var enligt Ljunggren sträng, pedantisk och lynnig, därtill oftast mer eller mindre berusad.